# Al Hilal SFC
Câu lạc bộ bóng đá Al Hilal Saudi (tiếng Ả Rập: نادي الهلال السعودي), thường được gọi đơn giản là Al Hilal, là một câu lạc bộ thể thao chuyên nghiệp có trụ sở tại Riyadh, Ả Rập Xê Út, hiện thi đấu tại Giải vô địch quốc gia Ả Rập Xê Út. Câu lạc bộ là đội nhiều lần vô địch AFC Champions League nhất với 4 lần lên ngôi, và là đương kim á quân FIFA Club World Cup năm 2022.
Được thành lập vào ngày 16 tháng 10 năm 1957, Al Hilal là một trong bốn đội bóng từng tham dự toàn bộ các mùa của Giải vô địch quốc gia Ả Rập Xê Út từ khi giải đấu này ra đời (năm 1976).
Trong suốt chiều dài lịch sử, Al Hilal đã giành được 64 danh hiệu chính thức cấp quốc nội và quốc tế, đồng thời có cho mình 100 danh hiệu từ các giải đấu giao hữu. Ở các giải đấu trong nước, Al Hilal nắm giữ 17 danh hiệu vô địch quốc gia, 13 Cúp Thái tử, 7 Cúp Liên đoàn Ả Rập Xê Út, 9 Cúp Nhà vua, 3 Siêu cúp Ả Rập Xê Út và Cúp Nhà sáng lập Ả Rập Xê Út.
Trên bình diện quốc tế, Al Hilal có 8 danh hiệu trong hệ thống các giải đấu thuộc Liên đoàn bóng đá châu Á, gồm AFC Champions League (vào các năm 1991, 2000, 2019 và 2021), Cúp các câu lạc bộ đoạt cúp bóng đá quốc gia châu Á (vào các năm 1997 và 2002) cùng Siêu cúp châu Á (năm 1997 và 2000). Vào tháng 9 năm 2009, Al Hilal được Liên đoàn Thống kê và Lịch sử Bóng đá Thế giới (IFFHS) công nhận là câu lạc bộ châu Á xuất sắc nhất thế kỷ 20.

## Lịch sử

### Thành lập và những năm đầu (1957–1979)

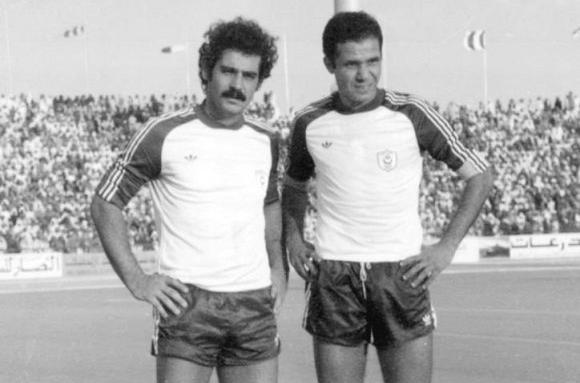
Roberto Rivelino (trái) và Najeeb Al Imam (phải) thi đấu cho Al Hilal vào năm 1979

Câu lạc bộ Al Hilal ban đầu được gọi là Olympic Club khi được thành lập bởi Abdul Rahman bin Saad bin Saeed vào ngày 15 tháng 10 năm 1957 tại Riyadh. Tên của câu lạc bộ chỉ tồn tại trong một năm trước khi nó được đổi thành tên hiện tại vào ngày 3 tháng 12 năm 1958 bởi Vua Saud. Anh ấy đã đổi tên sau khi tham dự một giải đấu tranh tài giữa các câu lạc bộ Olympic Club, Al Nassr, Al Riyadh và El Kawkab. Ngay khi thành lập câu lạc bộ, Al Hilal không chỉ nhận được sự ủng hộ của người dân mà còn cả sự chú ý của hoàng gia.
Sau khi trải qua những năm thành lập để xây dựng đội hình, câu lạc bộ đã ghi dấu ấn đầu tiên bằng việc nâng cao chiếc cúp Nhà vua vào năm 1961. Al Hilal lại giành được Cúp Nhà vua vào năm 1964, với chiến thắng trong loạt sút luân lưu trướcddooiij vô địch châu Á hai lần Al-Ittihad. Câu lạc bộ cũng đã giành được cúp hoàng tử vào năm 1963–64.
Câu lạc bộ là đội vô địch đầu tiên khi Giải Ngoại hạng Ả Rập Xê Út ra đời vào mùa giải 1976–77. Al Hilal cũng giành chức vô địch mùa giải 1978–79.
Với thành công, một số cầu thủ và huấn luyện viên từ bên ngoài Ả Rập Xê Út đã gia nhập câu lạc bộ vào những năm 1970, bao gồm các huyền thoại người Brazil Mario Zagallo và Roberto Rivelino.

### Thành công bền vững (1980–1990)
Sau khi thành lập Giải Ngoại hạng Ả Rập Xê Út vào cuối những năm 70 và với việc Al Hilal hai lần vô địch giải đấu bao gồm cả giải đầu tiên. Những năm 80 đã mang lại một bình minh thành công mới cho những người khổng lồ của riyadh, với nhóm cầu thủ tài năng cây nhà lá vườn như hậu vệ bù nhìn đầy lôi cuốn Saleh Al-Nu'eimeh, người đeo băng đội trưởng cả Al-Hilal và Đội tuyển bóng đá quốc gia Ả Rập Xê Út, cùng với sự thăng tiến của nhà sản xuất cầu thủ cực kỳ tài năng Yousuf Al-Thunayan và tiền đạo trẻ và sung mãn Sami Al-Jaber. Câu lạc bộ đã giành được bốn chức vô địch quốc gia cũng như bốn danh hiệu cúp nhà vua trong mười năm, hai trong số đó là cú đúp của mùa giải. Al Hilal là á quân Giải vô địch các câu lạc bộ châu Á hai lần. Họ đứng thứ hai sau khi đá vòng tròn một lượt ở vòng chung kết năm 1986. Họ lọt vào trận chung kết năm sau 1987, nhưng Yomiuri FC đã nghiễm nhiên lên ngôi vô địch vì Al-Hilal không thể đưa một đội vào chung kết do chín trong số các cầu thủ xuất phát được chọn cho trại chuẩn bị của đội Ả Rập Xê Út đụng độ với ngày ấn định cho trận lượt đi.

### Thống trị châu lục (1991–2002)
Những năm 90 đánh dấu sự thay đổi trong các đội thống trị thách thức danh hiệu, chẳng hạn như sự xuất hiện của Al-Shabab với tư cách là một ứng cử viên và lực lượng mới trong giải đấu. Cùng với sự hồi sinh của các đối thủ cay đắng Al-Nasser và Al-Ittihad khiến giải đấu trở nên tranh chấp và chia đều giữa bốn người, Al-Hilal đã giành được ba danh hiệu trong giai đoạn này (1995–96, 1997–98, 2001–02). Câu lạc bộ tiếp tục đào tạo tài năng từ học viện của mình với những cầu thủ như Nawaf Al-Temyat, Mohammed Al-Shalhoub, Abdallah Al-Jamaan, Ahmad Al-Dokhi cũng như hậu vệ người Zambia Elijah Litana. Chức vô địch châu lục của Al-Hilal trong thời kỳ này đã xác định bản sắc, sự suy đồi và vị thế của câu lạc bộ ở lục địa châu Á trong nhiều năm tới. Lần đầu tiên đến vào năm 1991 khi câu lạc bộ giành chức vô địch châu Á đầu tiên, Giải vô địch các câu lạc bộ châu Á, đánh bại câu lạc bộ Iran Esteghlal FC trên chấm phạt đền trong trận chung kết. Năm 1997 đội cũng giành được Cúp vô địch Cúp bóng đá châu Á và Siêu cúp châu Á. Câu lạc bộ lại vô địch Giải vô địch các câu lạc bộ châu Á vào năm 1999–2000 , khi họ ghi bàn gỡ hòa ở phút 89 và giành chiến thắng trước Júbilo Iwata trong hiệp phụ, với trận chung kết là một trong những trận hấp dẫn và cạnh tranh nhất trong lịch sử giải đấu; Một siêu cúp cũng đã đạt được trong cùng năm. Cuối cùng, danh hiệu châu Á cuối cùng được bảo đảm trong thời đại này là 2002 Cup Winners Cup.

## Huy hiệu
Vào năm 2022, câu lạc bộ đã tiết lộ một logo mới. Huy hiệu cũ có hiệu ứng 3D và độ dốc của một quả bóng bên trong hình trăng lưỡi liềm và nó bao gồm toàn văn tên câu lạc bộ và năm thành lập. Logo mới của Al Hilal có thiết kế chỉ có màu xanh lam và trắng, với khoảng trống giữa ba sọc dọc màu xanh lam và các mặt trăng lưỡi liềm của chúng tạo ra chữ 'H' màu trắng cho 'Hilal'.

## Linh vật
Linh vật của câu lạc bộ là một con cá mập.

## Sân bãi
Al Hilal hiện đang chơi các trận sân nhà của họ tại Sân vận động Quốc tế Nhà vua Fahd ở Riyadh, sân vận động được xây dựng vào năm 1987 với sức chứa 67.000 người ủng hộ và đôi khi các trận sân nhà diễn ra ở Sân vận động Hoàng tử Faisal bin Fahd, một của sân bóng đá lâu đời nhất ở Ả Rập Xê Út được xây dựng vào năm 1969. Vào năm 2017, Al Hilal đã ký một thỏa thuận với Đại học Nhà vua Saud ở Riyadh để sử dụng sân vận động của trường trong 3 mùa giải, từ mùa giải 2017–18 đến hết mùa giải 2019–20. Vào tháng 2 năm 2022, có thông báo rằng cả Al Hilal và Al Nassr sẽ trở thành người thuê "sân vận động hơn 40.000 chỗ ngồi trên vách đá theo kế hoạch của Qiddiya, sau khi hoàn thành, cuối cùng sẽ trở thành địa điểm mới cho các trận đấu trên sân nhà của cả hai đội và toàn bộ các cơ sở thể thao đang được phát triển sẽ được cung cấp cho cả hai câu lạc bộ".

## Kình địch
Al Hilal có sự cạnh tranh lâu dài với Al-Ittihad. Ngay từ khi bắt đầu giải đấu cấp quốc gia, các câu lạc bộ được coi là đại diện của hai thành phố lớn nhất ở Ả Rập Xê Út: Riyadh và Jeddah. Trong khi Al Hilal đã giành được bốn chức vô địch các câu lạc bộ châu Á trong các mùa giải 1991, 1999–2000, 2019 và 2021, Al-Ittihad đã giành được AFC Champions League hai lần liên tiếp, vào mùa giải 2004 và 2005. Al Hilal thắng Saudi El Clasico 62 lần, Al-Ittihad thắng 50 lần và hai bên hòa nhau 35 lần. Tính đến năm 2023, trận thắng đậm nhất là khi Al Hilal đánh bại Al Ittihad 5–0 trong mùa giải 2009–10.
Một sự cạnh tranh khác là với những người hàng xóm của họ Al Nassr, được gọi là Derby Riyadh. Họ đã gặp nhau 148 lần, Al Hilal đã thắng 59 lần, thua 48 lần và 41 trận kết thúc với tỷ số hòa. Trận thắng đậm nhất thuộc về Al Hilal khi họ đánh bại Al Nassr 5–1 tại Saudi Professional League 2016–17. Sự cạnh tranh với Al Nassr giữa họ gay gắt hơn so với sự cạnh tranh với Al Ittihad. Ví dụ: khi Al Hilal lọt vào Chung kết AFC Champions League 2014, ở trận lượt về, người hâm mộ Al Nassr đã đợi Western Sydney Wanderers đến sân bay để thúc đẩy họ đấu với Al Hilal và cố gắng phá hoại kế hoạch bán vé của Al Hilal.
Các trận đấu căng thẳng nhất của Al Hilal tại AFC Champions league là đối đầu với; Al Ain FC từ Các Tiểu vương quốc Ả Rập Thống nhất, Al Sadd SC của Qatar tại các quốc gia GCC và đấu với các đội Iran, Persepolis F.C. và Esteghlal F.C., và từ phía đông châu Á, những ứng cử viên thành công nhất Urawa Red Diamonds và Pohang Steelers.

## Tài chính và tài trợ

### Tải trợ
| Giai đoạn | Nhà cung cấp áo đấu | Nhà tài trợ áo đấu |
| --------- | ------------------- | --- |
| 2004–2006 | Adidas              | Không có |
| 2006–2007 | Adidas              | STC |
| 2007–2013 | Adidas              | Mobily |
| 2013–2014 | Nike                | Mobily |
| 2014–2017 | Nike                | Mobily / Volkswagen / ABDUL SAMAD Al QURASHI / TASNEE / APSCO Mobil 1 / Bupa Arabia                                                   |
| 2017–2019 | Nike                | Kingdom Holding Company / Volkswagen / ABDUL SAMAD Al QURASHI / Sun & Sand Sports / Jawwy from STC / APSCO Mobil 1                    |
| 2019–2023 | Mouj                | Kingdom Holding Company / Emaar / Tawuniya / Flyin / Shawarmer/ Jahez / Tamkeen Technologies / Sayyar Shemagh / National Medical Care |
| 2023–nay  | Puma                | Kingdom Holding Company / Emaar / Tawuniya / Flyin / Shawarmer/ Jahez / Tamkeen Technologies / Sayyar Shemagh / National Medical Care |

## Cầu thủ
Ghi chú: Quốc kỳ chỉ đội tuyển quốc gia được xác định rõ trong điều lệ tư cách FIFA. Các cầu thủ có thể giữ hơn một quốc tịch ngoài FIFA.
| Số | VT | Quốc gia    | Cầu thủ                                |
| -- | -- | ----------- | -------------------------------------- |
| 3  | HV | Sénégal     | Kalidou Koulibaly                      |
| 4  | HV | Ả Rập Xê Út | Khalifah Al-Dawsari                    |
| 5  | HV | Ả Rập Xê Út | Ali Al-Bulaihi                         |
| 6  | HV | Brasil      | Renan Lodi                             |
| 7  | TV | Ả Rập Xê Út | Khalid Al-Ghannam (mượn từ Al-Ettifaq) |
| 8  | TV | Bồ Đào Nha  | Rúben Neves                            |
| 9  | TĐ | Serbia      | Aleksandar Mitrović                    |
| 11 | TĐ | Brasil      | Marcos Leonardo                        |
| 12 | HV | Ả Rập Xê Út | Yasser Al-Shahrani                     |
| 15 | TV | Ả Rập Xê Út | Mohammed Al-Qahtani                    |
| 16 | TV | Ả Rập Xê Út | Nasser Al-Dawsari                      |
| 17 | TM | Ả Rập Xê Út | Mohammed Al-Rubaie                     |
| 20 | HV | Bồ Đào Nha  | João Cancelo                           |
| 21 | TM | Ả Rập Xê Út | Mohammed Al-Owais                      |
| 22 | TV | Serbia      | Sergej Milinković-Savić                |

| Số | VT | Quốc gia    | Cầu thủ                       |
| -- | -- | ----------- | ----------------------------- |
| 24 | HV | Ả Rập Xê Út | Moteb Al-Harbi                |
| 28 | TV | Ả Rập Xê Út | Mohamed Kanno                 |
| 29 | TV | Ả Rập Xê Út | Salem Al-Dawsari (đội trưởng) |
| 33 | HV | Ả Rập Xê Út | Mohammed Al-Muhaysh           |
| 35 | HV | Ả Rập Xê Út | Abdulsalam Barnawi            |
| 36 | HV | Ả Rập Xê Út | Saud Haroun                   |
| 37 | TM | Maroc       | Yassine Bounou                |
| 38 | TĐ | Ả Rập Xê Út | Turki Al-Ghumayl              |
| 39 | TV | Ả Rập Xê Út | Abdulaziz Al-Hadhood          |
| 50 | TM | Ả Rập Xê Út | Abdulilah Al-Ghamdi           |
| 55 | TV | Ả Rập Xê Út | Ali Al-Mahdawi                |
| 62 | HV | Ả Rập Xê Út | Talal Al-Otaibi               |
| 77 | TV | Brasil      | Malcom                        |
| 87 | HV | Ả Rập Xê Út | Hassan Al-Tambakti            |
| 88 | HV | Ả Rập Xê Út | Hamad Al-Yami                 |
| 99 | TĐ | Ả Rập Xê Út | Abdullah Al-Hamdan            |

### Cầu thủ chưa được đăng ký
Ghi chú: Quốc kỳ chỉ đội tuyển quốc gia được xác định rõ trong điều lệ tư cách FIFA. Các cầu thủ có thể giữ hơn một quốc tịch ngoài FIFA.
| Số | VT | Quốc gia    | Cầu thủ              |
| -- | -- | ----------- | -------------------- |
| 13 | HV | Ả Rập Xê Út | Abdulrahman Al-Obaid |
| 17 | TĐ | Mali        | Moussa Marega        |
| 20 | HV | Hàn Quốc    | Jang Hyun-soo        |

| Số | VT | Quốc gia    | Cầu thủ          |
| -- | -- | ----------- | ---------------- |
| 34 | TĐ | Ả Rập Xê Út | Turki Al-Mutairi |
| 39 | TV | Ả Rập Xê Út | Suhaib Al-Zaid   |

### Cho mượn
Ghi chú: Quốc kỳ chỉ đội tuyển quốc gia được xác định rõ trong điều lệ tư cách FIFA. Các cầu thủ có thể giữ hơn một quốc tịch ngoài FIFA.
| Số | VT | Quốc gia    | Cầu thủ                                 |
| -- | -- | ----------- | --------------------------------------- |
| 15 | TV | Brasil      | Matheus Pereira (cho mượn tới Cruzeiro) |
| 42 | HV | Ả Rập Xê Út | Muath Faqihi (cho mượn tới Al-Taawoun)  |

| Số | VT | Quốc gia    | Cầu thủ                                   |
| -- | -- | ----------- | ----------------------------------------- |
| 57 | TV | Ả Rập Xê Út | Nasser Al-Hadhood (cho mượn tới Al-Raed)  |
| 60 | TM | Ả Rập Xê Út | Ahmed Al-Jubaya (cho mượn tới Al-Qadsiah) |